# Mix Speakers inc
Mix Speaker’s,Inc.  — японская метал visual kei группа сформированная участниками ISABELLE в 2007. Группа считается одним из ярких представителей направления косплей кэй (гитарист Ая играл в группе Psycho le Cému — основательнице этого направления). Участники используют необычные костюмы в стиле фантастики, хеллоуина и разной нечисти (демоны, миф. существа и т.д). Творчество группы почти базируется на звучании предыдущего коллектива, с упором на мелодичность, благодаря более активному использованию клавишных. Стиль группы представляет собое смешение разнообразной электронной музыки с традиционными метал-партиями на гитарах и ударных.

## Состав
- Юки — вокал
- Мики — вокал
- Ая — соло гитара
- Кэйдзи — ритм-гитара
- Сик — бас-гитара
- С — ударные

## Дискография
- 2011-03-09 CIRCUS CD single
- 2010-09-29 Midnight Queen CD single
- 2010-07-03 Cinderella 「シンデレラ」 CD single
- 2010-06-16 NEVER ENDING STORY CD single album
- 2010-04-07 Aninal Zombie CD album
- 2009-12-23 Big bang music DVD concert
- 2009-09-23 Big bang music CD album
- 2009-07-01 Yuu wakusei Rhythm 誘ワク星リズム CD + DVD single
- 2009-04-01 Romeo no Melody ロミオのメロディー CD single
- 2009-04-01 Departure~Space Musical Parade~ Departure ～Space Musical Parade～ DVD concert
- 2008-10-22 Wonder Traveling CD mini-album
- 2008-08-13 Idetification Card CD single
- 2008-07-22 MONSTER WARS~GRAND FINALE~ DVD concert
- 2008-02-13 MONSTERS ～pocket no naka ni wa JUNK STORY～ MONSTERS ～ポケットの中にはJUNK STORY～ CD album
- 2008-00-00 Maru Music’s Visual Kei DVD Magazine Vol 2 DVD miscellaneous
- 2007-12-19 My wish[Horror]X’mas CD maxi-single
- 2007-12-07 13’s CLUB DVD concert
- 2007-10-31 «MONSTART» Family CD maxi-single
- 2007-06-13 Friday Night «MONSTIME» CD mini-album
- 2007-03-28 Mix Speaker’s, BOX (Regular Edition) Mix Speaker’s, BOX (通常盤) CD maxi-single
- 2007-02-21 CANNONBALL vol. 3 CD album
- 2006-12-20 Mix Speaker’s, BOX